# 도순초등학교
도순초등학교는 대한민국 제주특별자치도 서귀포시 도순동에 있는 공립 초등학교이다.

## 학교 연혁
- 1940년 7월 10일 도순공립심상소학교 개교(설립인가 6월 15일)
- 1941년 4월 1일 도순공립국민학교 개칭
- 1941년 5월 4일 현 위치로 이전
- 1946년 9월 1일 강정국민학교 분리
- 1969년 9월 1일 하원국민학교 분리
- 1995년 11월 13일 급식실 겸 다목적교실 준공
- 1996년 3월 1일 도순초등학교로 개칭
- 2006년 2월 20일 석송 디지털도서관 개관
- 2013년 9월 1일 제29대 김대민 교장 부임
- 2014년 11월 2일 교실대수선 공사 및 창고 신축
- 2017년 2월 9일 제72회 졸업식(총2,809명 배출)
- 2017년 3월 1일 6학급 편성(57명)

## 참고 자료
- 도순초등학교 - 한국교육학술정보원 학교알리미